# رینو شیمامورا
رینو شیمامورا (ژاپنی: 島村 麗乃؛ زادهٔ ۱۷ سپتامبر ۱۹۹۱) یک بازیکن فوتبال اهل ژاپن است.
از باشگاه‌هایی که در آن بازی کرده‌است می‌توان به باشگاه فوتبال ریوکیو اشاره کرد.